# 羅馬集團
羅馬集團有限公司，簡稱羅馬集團（英語：ROMA GROUP LIMITED，港交所：8072），於2008年由陸紀仁創立名為「羅馬國際評估有限公司」，執行董事還有擔任公司秘書的余季華。
羅馬集團前身叫羅馬國際評估，2008年成立, 慢慢發展成2013年其中一間創業板上市公司, 成為 蛇年「第一股」,現時市值過億 。 業務為在全球向客戶提供各類顧問及評估服務，總部設於香港灣仔軒尼詩道139號中國海外大廈22樓。
2013年2月25日於香港交易所創業板首天上市為收盤報0.57港元，較招股價（0.3港元，發行新股為2億股，集資額為2670萬港元）漲幅為90%。
2015年2月, 羅馬集團宣佈收購保柏國際評估有限公司全部股權, 其主要業務為測量、估值及物業顧問等。

## 連結
- RomaGroup.com （页面存档备份，存于）